# Polaris (raket)

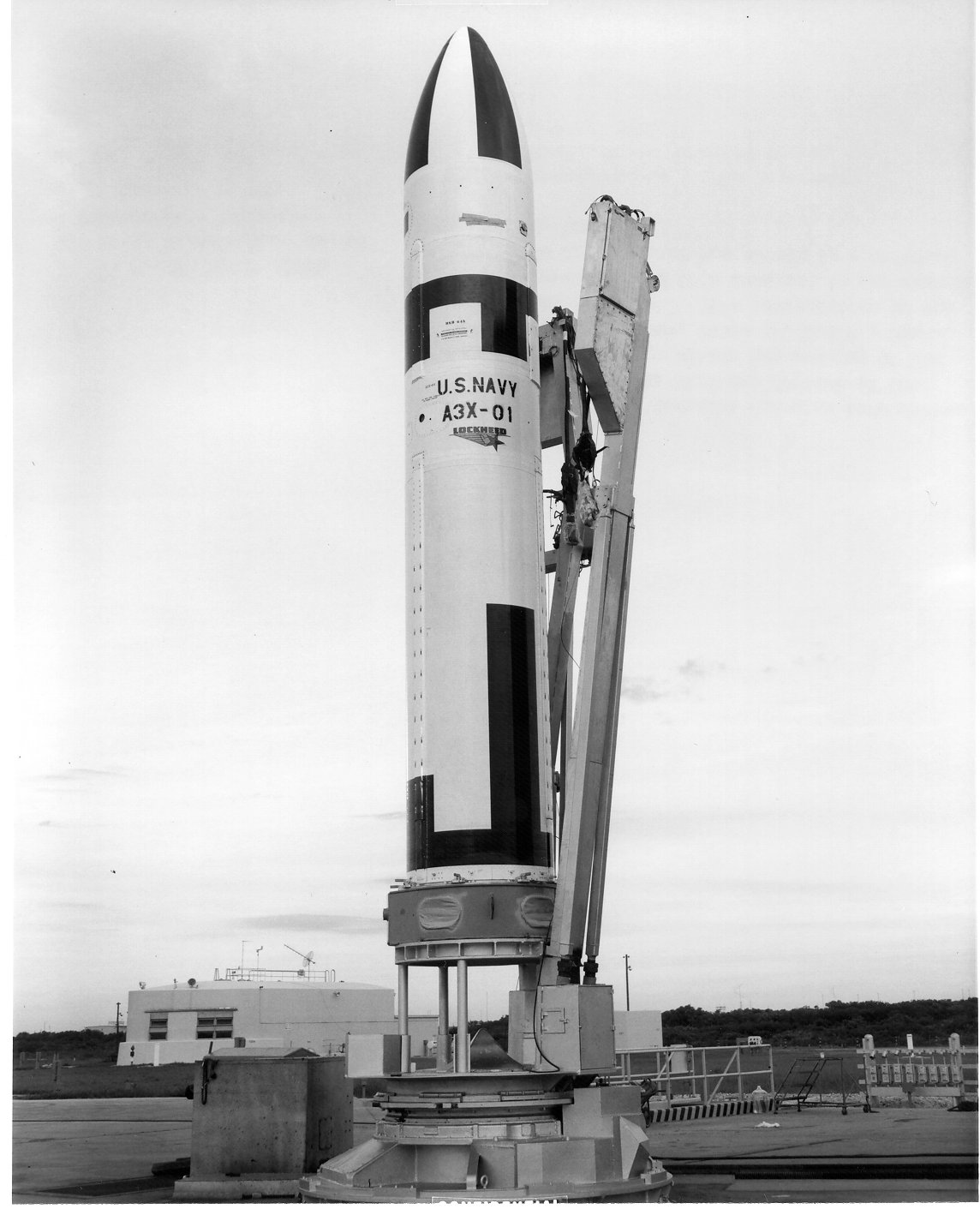
Polaris A-3 in een lanceerinrichting op Cape Canaveral

De Polaris of UGM-27 Polaris was een intercontinentale raket met nucleaire lading, die in de jaren 60 in gebruik kwam bij de Amerikaanse marine.
De ontwikkeling van de raket begon kort na 1950 en in 1960 werd de eerste, een Polaris A1, in gebruik genomen. Ten behoeve van het Polaris-project lanceerde de Amerikaanse marine een omvangrijk bouwprogramma van kernonderzeeërs, die elk 16 raketten kunnen vervoeren. Gedurende de jaren 60 zijn 41 van dergelijke onderzeeboten gebouwd, waarvan de George Washingtonklasse (5 stuks) de eerste waren.
De schepen van de George Washington- en de Ethan Allenklasse (eveneens 5 stuks) bleven tot 1980 met de Polarisraket uitgerust. De 31 schepen van de Lafayetteklasse en de Benjamin Franklinklassen werden met de verbeterde Poseidonraket uitgerust.
De Polaris A2, een groter type, kwam in 1962 in gebruik, waarna in 1964 de Polaris A3 volgde. De A2 had een bereik van 2800 kilometer, de A3 reikte tot 4600 kilometer. De A2 voerde één lading van één megaton mee, de A3 kon twee onafhankelijk te richten kernkoppen (MIRV) van 200 kiloton elk vervoeren.
De Polaris (A3) werd ook gekocht door de Britse marine. Deze nam tussen 1967 en 1969 vier onderzeeboten van de Resolutionklasse in gebruik. Elke onderzeeboot kon, net als de Amerikaanse schepen, 16 raketten meevoeren. Bij de Britse marine was de Polaris uitgerust met een enkele kernkop van eigen fabricaat.